# 我變小學一年生
《我變小學一年生》是大井昌和的日本漫畫作品。於芳文社發行的漫畫雜誌《Manga Time Kirara Forward》，已完結。截至2013年2月，已發行全9本單行本，5本中文版單行本由尚禾出版社發行。

## 故事簡介
高中二年級學生高遠伊織，在上學途中等紅綠燈時，為了保護衝到貨車前面的少女而被車撞上。雖然被路過的科學家草薙結女所救，但醒來後原本高中男生的身體卻被改造成小學一年級的少女。到取回原本身體之前，伊織改以小學生高遠伊織的身分，開始到小學上學。

## 登場人物
高遠伊織
本作主角。原本是普通的高中男生，發生意外後被結女改造成少女。以小學1年級女生高遠伊織的身分寄住在草薙家，漸漸的融入小學1年級的生活。
呆毛是外表特徵。高中時帶著眼鏡，變成小學女生後近視治好了而沒戴眼鏡。喜歡巨乳和辣的點心。由於過去發生的意外，屁股上有心型的痣。
草薙結女
女科學家，將伊織從少年改造成少女。真正的戀童癖，只對少女有興趣。喜歡讓伊織穿性感內衣。對巨乳有恐懼感，在巨乳的妹妹實未前抬不起頭來。
草薙實未
結女的妹妹，和發生意外前的伊織在同一所高中就讀。伊織喜歡的人。在家對管教十分嚴格，小學生的伊織看到她的樣子後，認為她會變成很注重小孩教育的母親。
砂佐良鈴
快被貨車撞到時受到伊織幫助的少女。在伊織成為小學1年級學生後和她成為同學。對救命恩人伊織十分憧憬，同時也開始對小學生的伊織抱有朋友以上的感情。
水原杏奈
伊織變成小學生後的同學。很親近人，個性活潑。
美加
伊織變成小學生後的班級導師。綽號是「美加美加老師」。以自己98公分的胸圍為傲。有高中二年級的弟弟。
桃代斗太
伊織變成小學生後的男同學。很受女孩子歡迎，但本人喜歡像大人的女孩。喜歡言行像大人的伊織，曾與她接吻。
一條美帆
伊織變成小學生後的同學。喜歡斗太，擅自將伊織視為競爭對手。
高遠伊恩
伊織的妹妹，小學六年級學生。伊恩小學一年級時雙親離婚，從此沒有再和伊織見過面，在聯合遠足時與伊織再會。有點戀兄情結，十分中意和哥哥同名同姓的伊織。雖然年紀還小，但胸部很大。
外星人
在河邊過著流浪生活。外表是巨乳的年輕女性，但自稱「伯伯」。

## 故事舞台
泉神井高等學校
聖新星學園付屬小等學校

## 出版書籍
- 第1卷（2007年11月11日發行） ISBN 978-4-8322-7662-8
- 第2卷（2008年7月13日發行） ISBN 978-4-8322-7709-0
- 第3卷（2008年12月12日發行） ISBN 978-4-8322-7759-5
- 第4卷（2009年6月12日發行） ISBN 978-4-8322-7814-1
- 第5卷（2009年12月12日發行） ISBN 978-4-8322-7867-7
- 第6巻（2010年7月12日發行） ISBN 978-4-8322-7921-6
- 第7巻（2011年4月12日発行） ISBN 978-4-8322-4013-1
- 第8巻（2012年6月12日発行） ISBN 978-4-8322-4156-5
- 第9巻（2013年2月12日発行） ISBN 978-4-8322-4259-3

### 中文版
- 第1卷（2008年2月26日發行） ISBN 471-1-4365-6802-1